# Trachycardium quadragenarium
Trachycardium quadragenarium är en musselart som först beskrevs av Conrad 1837.  Trachycardium quadragenarium ingår i släktet Trachycardium och familjen hjärtmusslor. Inga underarter finns listade i Catalogue of Life.